# Choreutocoris
Choreutocoris is een geslacht van wantsen uit de familie van de Reduviidae (Roofwantsen). Het geslacht werd voor het eerst wetenschappelijk beschreven door Norman Cecil Egerton Miller in 1957.

## Soorten
Het genus bevat de volgende soorten:

- Choreutocoris kinabaluensis (Miller, 1940)
- Choreutocoris paganus (Miller, 1940)
- Choreutocoris sarawakensis Miller, 1957